# Glottrakärrets naturreservat
Glottrakärrets naturreservat är ett naturreservat i Hallsbergs kommun i Örebro län.
Området är naturskyddat sedan 2021 och är 77 hektar stort. Reservatet ligger nordväst om Hjortkvarn, strax sydost om Haddebo och består av en stor myrmark som omger den slingrande Haddeboån.